# Pseudanthias carlsoni
Pseudanthias carlsoni és una espècie de peix de la família dels serrànids i de l'ordre dels perciformes.

## Morfologia
- Els mascles poden assolir 7,4 cm de longitud total[3] i les femelles 6,21.
- Nombre de vèrtebres: 26.[4]

## Hàbitat
És un peix marí de clima tropical i associat als esculls de corall.

## Distribució geogràfica
Es troba a Papua Nova Guinea, Salomó, les Illes Loyauté, Fiji i Tonga.